# Шушебенд
Шушебенд (азерб. Şüşəbənd) или айнабенд (азерб. Aynabənd) — вид азербайджанских балконов, представляющий собой комнатку покрытую большими стёклами. 
Для строительства шушебенда, балкон внешней комнаты жилища выносится наружу, и покрывается обрамлёнными стёклами. Шушебенды возникли в XIX веке, на фоне широкого распространения стекла в Азербайджане и формирования стиля жилых зданий городского типа. 

## Галерея

Дома с балконами шушебенд
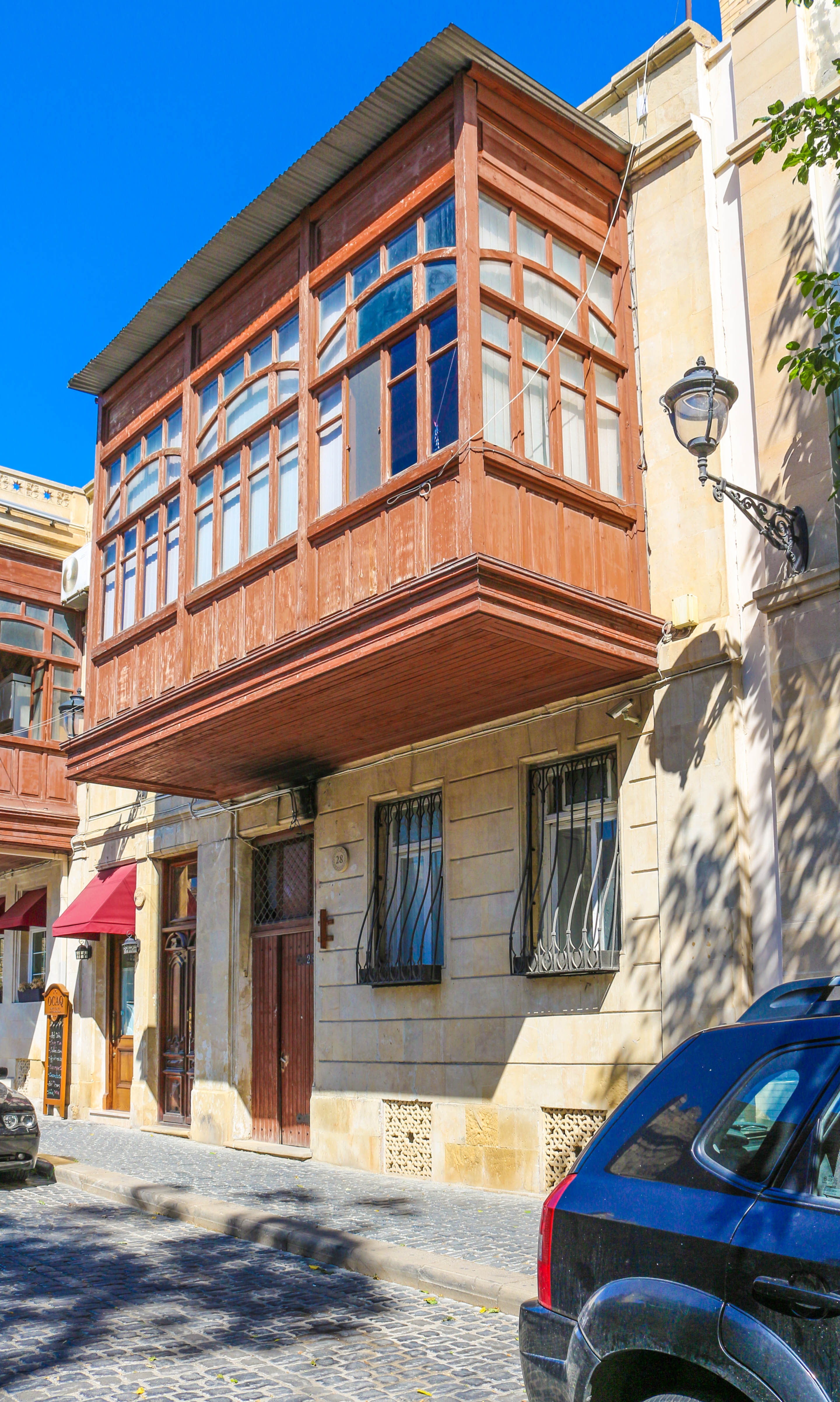
Дом в Ичери-шехер
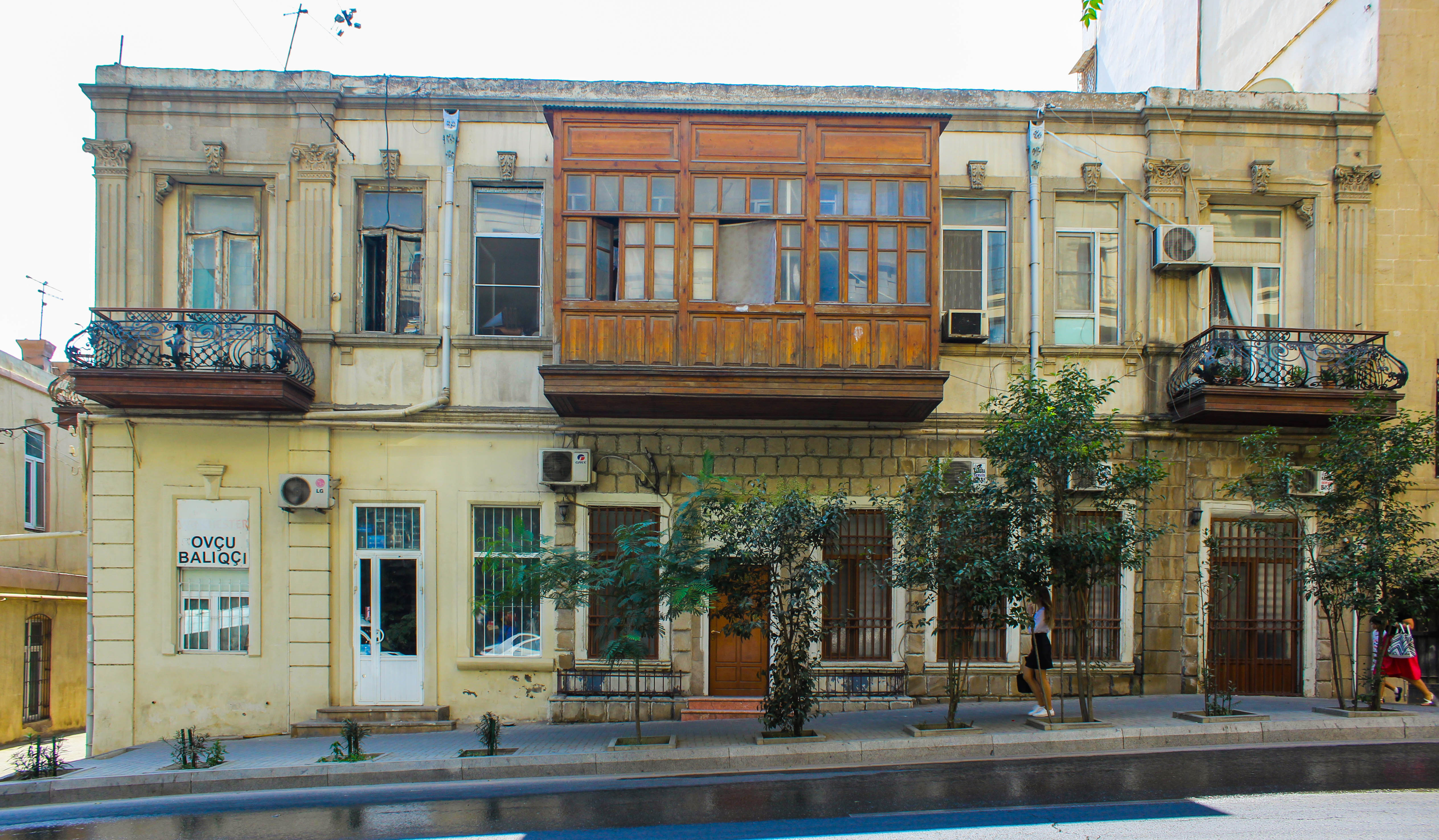
Дом в Баку
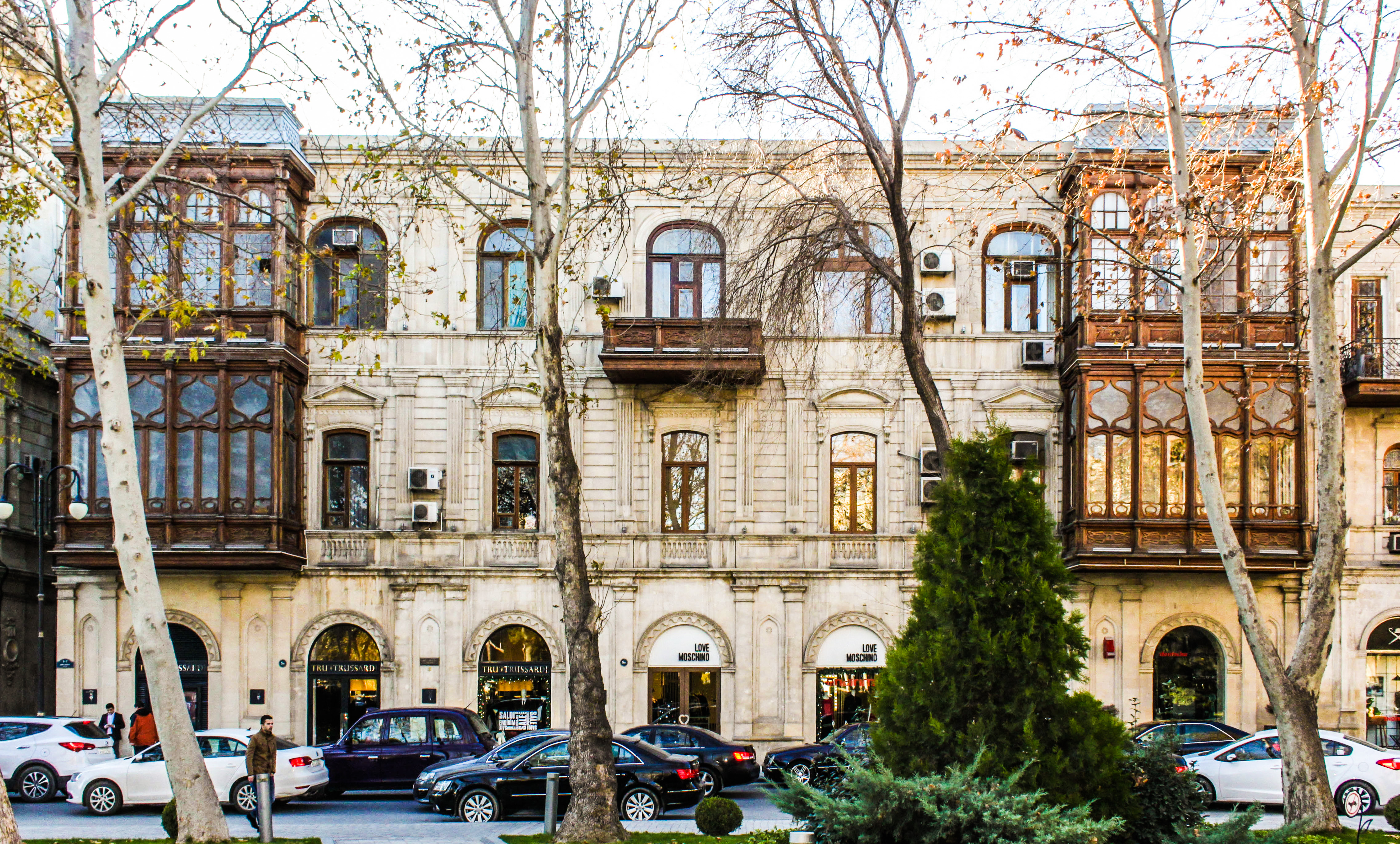
Дом в Баку
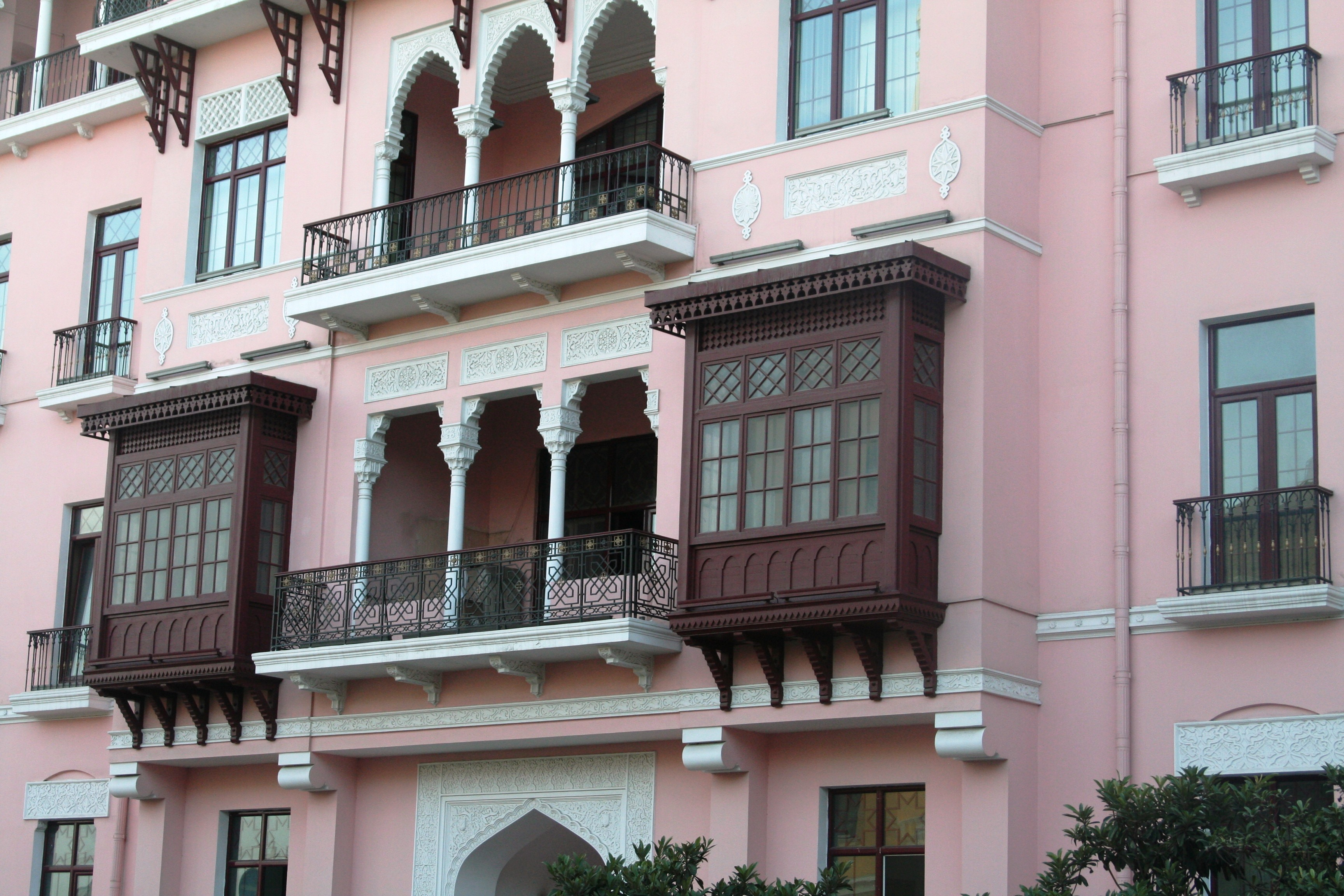
Дом братьев Садыховых в Баку
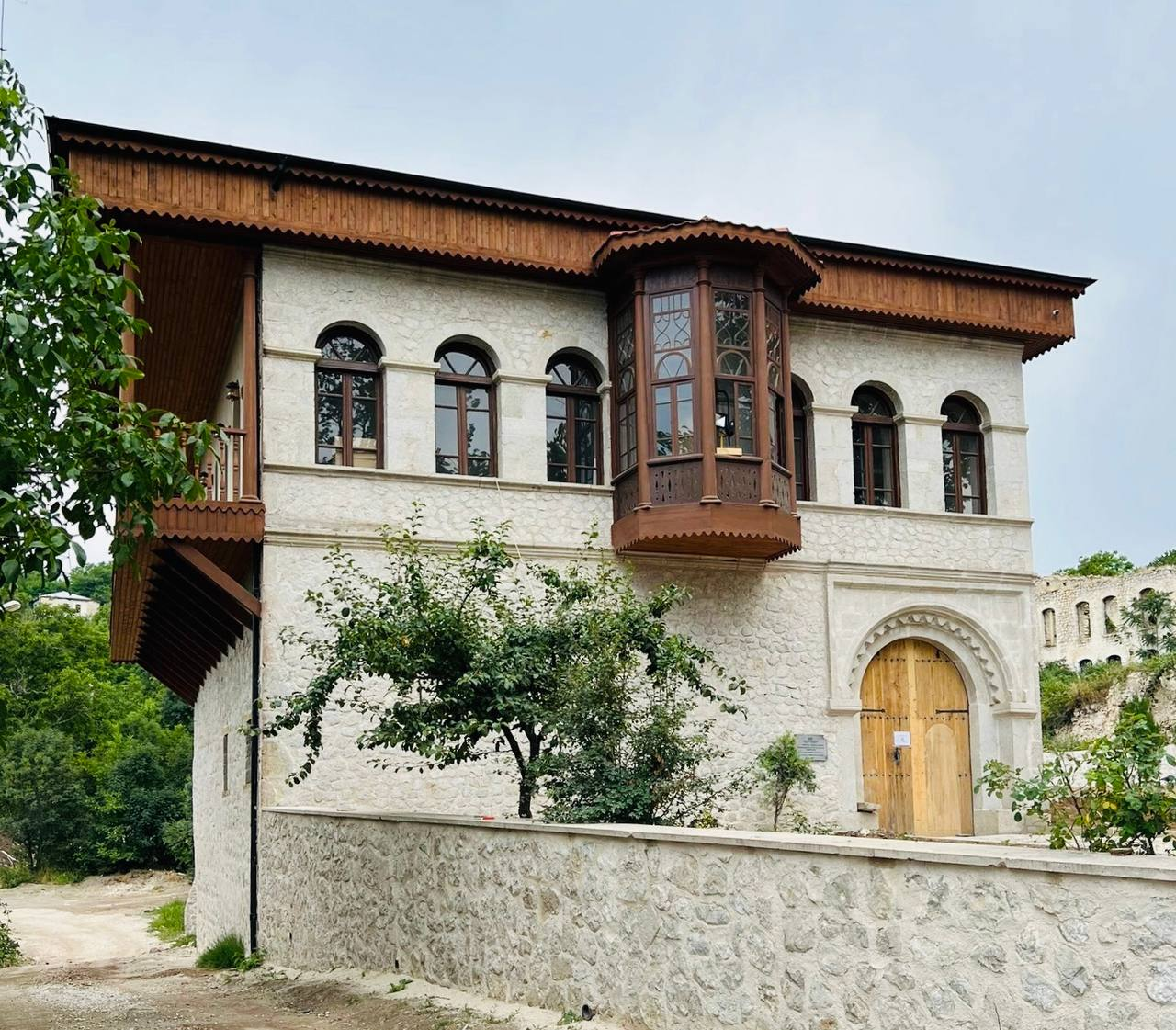
Дом Мехманадровых в Шуше
Дом в Шуше